# أسطورة النداهة (رواية)
أسطورة النداهة هي الرواية رقم 2 من سلسلة ما وراء الطبيعة التي تصدرها المؤسسة العربية الحديثة ضمن روايات مصرية للجيب للكاتب أحمد خالد توفيق تعد السلسلة أول سلسلة روايات عربية في أدب الرعب.
- عدد صفحات الرواية:126 صفحة.

## أحداث الرواية
يعود رفعت إسماعيل إلى قريته كفر بدر، القريبة من فاقوس إحدى قرى محافظة الشرقية، ليصل إلى بيته لتستقبله أمه وأخته رئيفة ليعدوا له وليمة كبيرة، ويسأل عن أحوال أقاربهم وعندما يصل به السؤال عن أخوه رضا تخبراه أنه ليس على مايرام لأنه لبى نداء النداهة.
فيسترجع رفعت ذكرياته عن النداهة، ويذهب إلى دار أخيه ليفحصه وتخبره زوجة أخيه نجاة بما حدث له، ليستدعى رفعت زملاءه الأطباء لأجراء فحص شامل لأخيه، ويرسل رفعت عينة من دمه لتحليلها ويذهب إلى د. عاصم فتحى طبيب الوحدة الصحية ليستفسر منه عن موضوع النداهة.
فيتفق رفعت مع د. عصام على مراقبة المنطقة المحيطة بدار رضا إسماعيل حتى يستطيعوا أن يحسموا أمرهم في موضوع النداهة هذا، وأثناء المراقبة يقابل رفعت النداهة ومن رعبه يهرب منها ويحذره عاصم من أنه قد يكون الضحية القادمة للنداهة.
و في اليوم التالي يفاجأ الجميع بأن النداهة تنادى رفعت، فتحاول عائلته منعه وينجح في ذلك طلعت زوج رئيفة، ويظل رفعت في حالة شديدة البؤس لمدة أسبوعين إلى أن يرسل تلميذه د. علاء عبد الصمد تقريره بشأن عينة دم رضا إسماعيل ليقول أنه وجد نسبة ضئيلة من الباربيتورات ويكتشف رفعت سر اللغز، لكن أهله يرفضون أن يتحرك من مكانه خشية عليه من النداهة.
وعندما يأتي د. عصام وزوجته عواطف يخبرهما بأنهما هما اللذان وراء موضوع النداهة هذا، حيث يقومان بتنويم المرضى تنويم مغناطيسي، يجعلوهم يلبوا نداء النداهة التي تقوم بشخصيتها عواطف، ليخبره د. عاصم أنه سوف يلتقى به في المساء بعد أن يلبى نداء النداهة.
ليستيقظ رفعت ليجد نفسه تحت رحمة عاصم وعواطف، ليخبره عاصم أنه قام بذلك للأنتقام من سلسلة الاحباطات في حياته، كما أنه يقوم بتجارب على الذين يقومون بخطفهم تحت دعوى النداهة من أجل إيجاد أو تصنيع الأنسان السوبرمان، ليبدأ عاصم تجاربه على رفعت، لكن رفعت ينجح في الوقيعة بين عاصم وزوجته التي تحرر رفعت، فيقوم رفعت بأحضار الشرطة ليجدوا أن عاصم وعواطف قد أنتحرا، لكنهم ينجحون في تحرير المخطوفين وليقضى ذلك على أسطورة النداهة للأبد.
شخصيات الرواية:
- رفعت إسماعيل: أستاذ أمراض الدم وصائد اشباح هاو.
- رضا: أخو رفعت الذي يقع تحت تأثير النداهة.
- عاصم: الدكتور المهووس صاحب فكرة النداهة.
- عواطف: زوجة عاصم التي تقمصت دور النداهة.

## وصلات خارجية
- آراء القراء حول رواية أسطورة النداهة على موقع أبجد